# Championnat de Finlande de hockey sur glace 1930-1931
Saison précédente Saison suivante
La saison 1930-1931 est la troisième saison de la SM-sarja.
Le TaPa Tampere remporte le 3e titre de champion de Finlande en battant le HJK Helsinki en finale 2 à 1.

## Déroulement

### Détail des scores
Premier tour
| Équipe          | Score | Équipe          | Note |
| --------------- | ----- | --------------- | ---- |
| Tappara Tampere | 8-1   | Pyrintö Tampere |      |
| Riento Turku    | 2-1   | ÅIFK Turku      |      |

Demi-finales
| Équipe       | Score | Équipe          | Note               |
| ------------ | ----- | --------------- | ------------------ |
| Riento Turku | 2-3   | Tappara Tampere | Après prolongation |
| HJK Helsinki |       |                 | exempt             |

Finale
| Équipe          | Score | Équipe       | Note |
| --------------- | ----- | ------------ | ---- |
| Tappara Tampere | 2-1   | HJK Helsinki |      |